# Fort Gibson (Oklahoma)
La ville de Fort Gibson est située dans les comtés de Cherokee et Muskogee, dans l’État de l’Oklahoma, aux États-Unis. Sa population s’élevait à 4 154 habitants lors du recensement de 2010, estimée à 4 083 habitants en 2015.

## Histoire
Fort Gibson a été fondée le 21 avril 1824.